# Parc national de Žemaitija
Le parc national de Samogitie (en lituanien Žemaitijos nacionalinis parkas) est l'un des cinq parcs nationaux de Lituanie, situé à environ 45 km de la mer Baltique. Créé en 1991, il couvre 217 km².

## Description
La moitié de la surface du parc national est constituée de forêts, il comporte également de nombreux lacs et plusieurs villages. Les 26 lacs couvrent plus de 7% de son territoire. Le lac Plateliai (12 km², 47 m de profondeur) est le plus grand lac. La ville de Plateliai, située sur la rive du lac, est le siège de l’administration du parc et une destination touristique populaire.
La faune comprend des loups et des lynx.

## Galerie

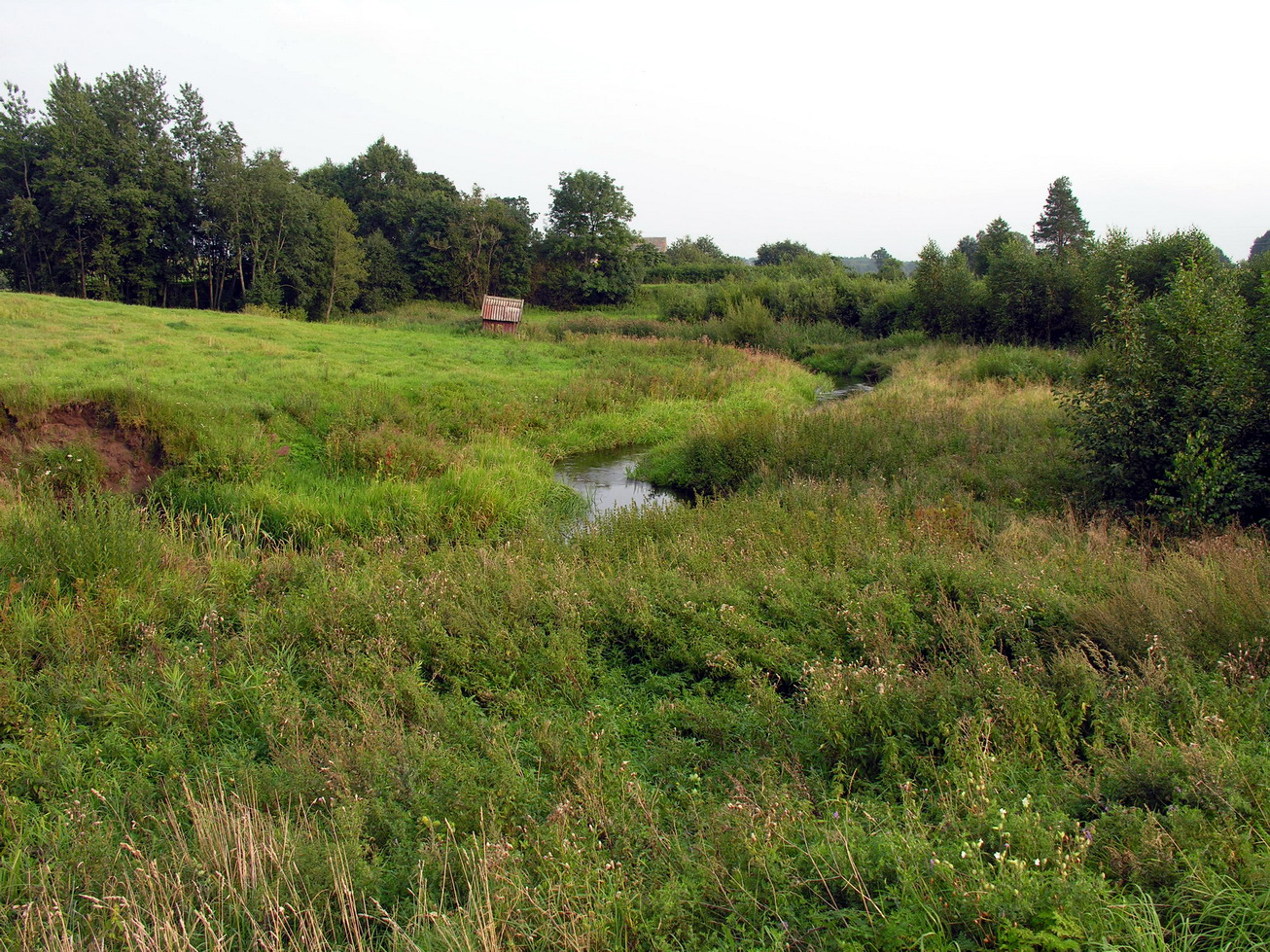
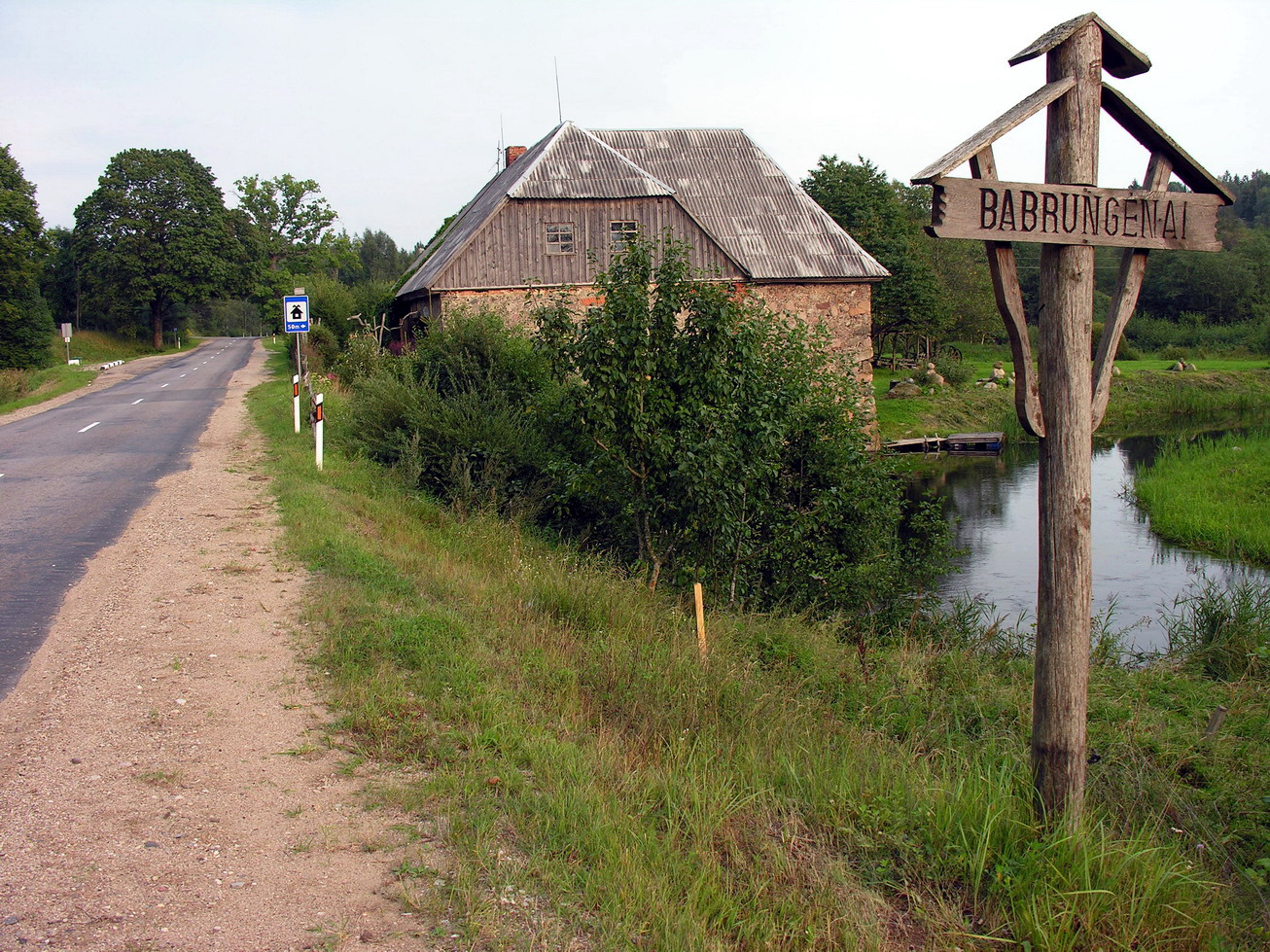
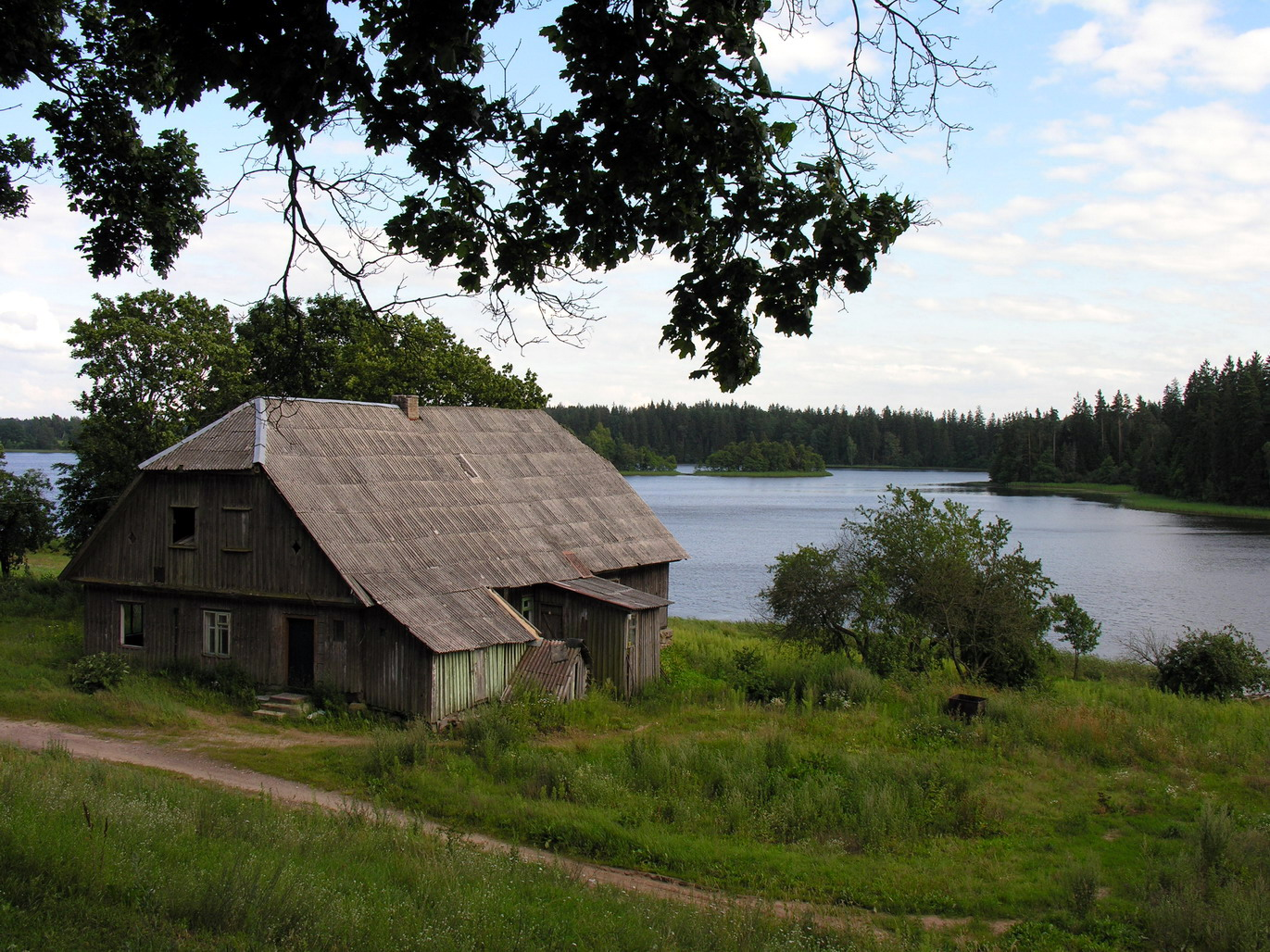
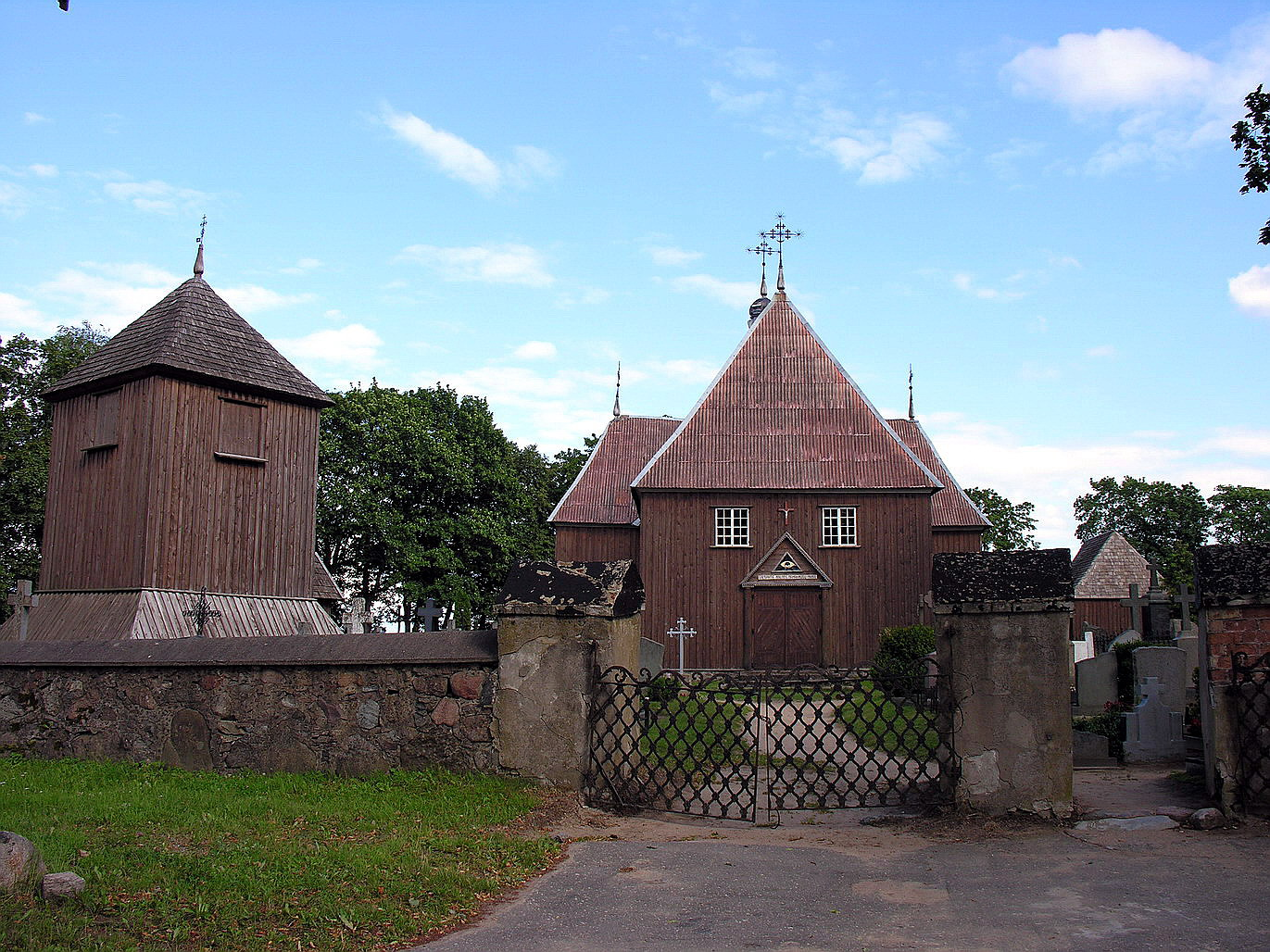
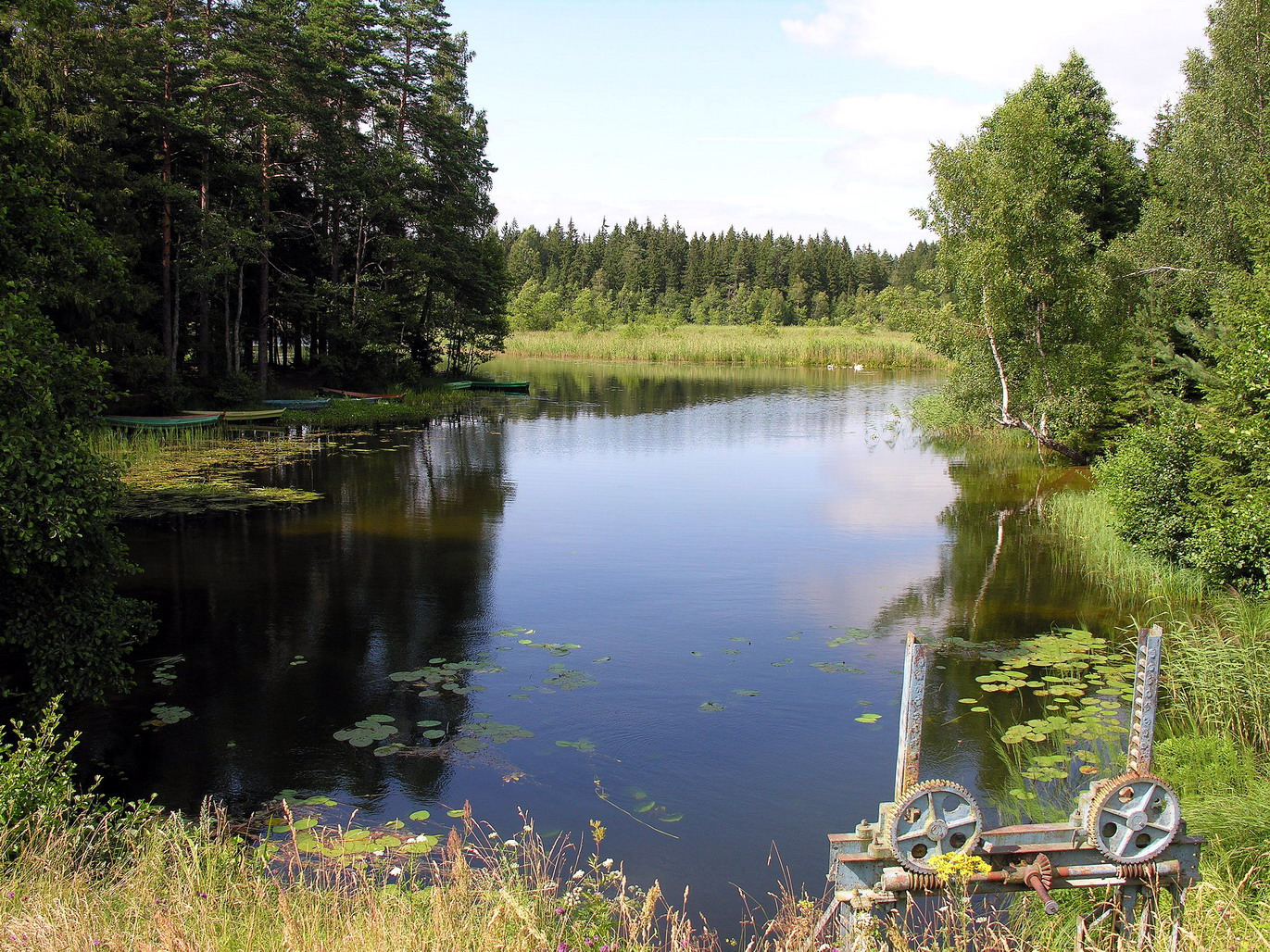
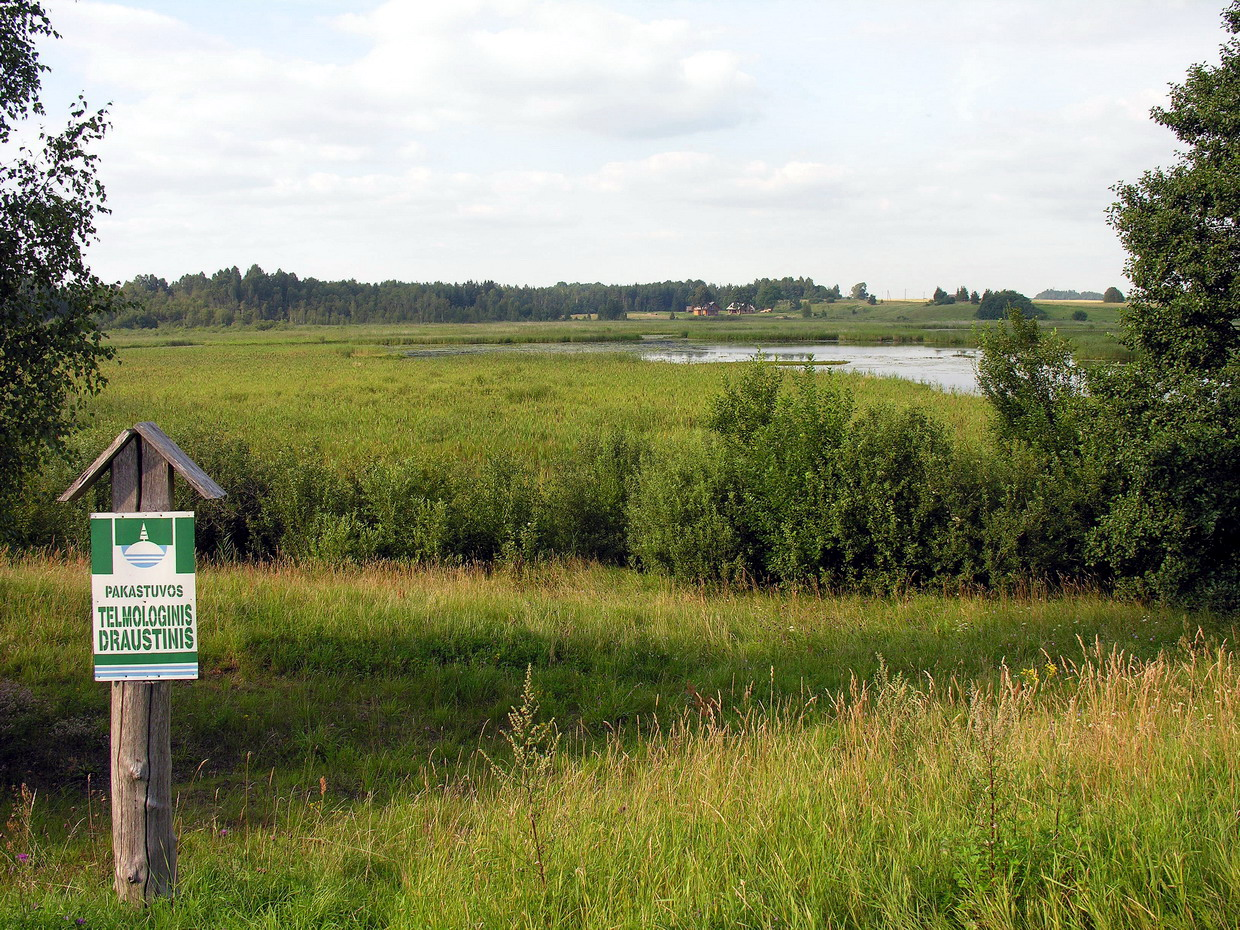